# 野蒜站
野蒜站（日语：／ Nobiru eki */?）是一位於日本宮城縣東松島市，隸屬於東日本旅客鐵道（JR東日本）的鐵路車站。
現時使用中的站舍為第3代車站，上一代因受2011年東北地方太平洋沖地震所影響，車站及周邊設施受到了破壞，損壞程度雖不及鄰站東名站，但JR東日本及宮城縣政府經商討後，認為復修仙石線時有必要更改軌道，最终本站由原址向內陸遷移500米至海拔22米的現址，2015年5月30日隨全線開通而重新營業，同日起仙石東北線開通，快速列車改經仙石東北線接駁路段進出，本站亦是停車站之一。

## 車站結構

地震前後站舍位置和仙石线路线改造

### 新站舍
島式月台1面2線的地面車站，設有行人天橋連接月台與站舍，此外亦設有廁所和升降機。本站位于日本有名观光地松岛的附近，以“人与人来流的据点，复兴的标志”为设计主题，站内立柱和外壁的颜色使用原木配色，站内使用和风窗户。和选择在远离海岸重建的东名站一样，站前设置了预约型停车场。

#### 月台配置
| 月台 | 路線                        | 方向 | 目的地                     |
| ---- | --------------------------- | ---- | -------------------------- |
| 1、2 | ■仙石線 （包括■仙石東北線） | 下行 | 矢本、石卷方師             |
| 1、2 | ■仙石線                     | 上行 | 松島海岸、仙台、青葉通方向 |
| 1、2 | ■仙石東北線                 | 上行 | 高城町、鹽釜、仙台方向     |

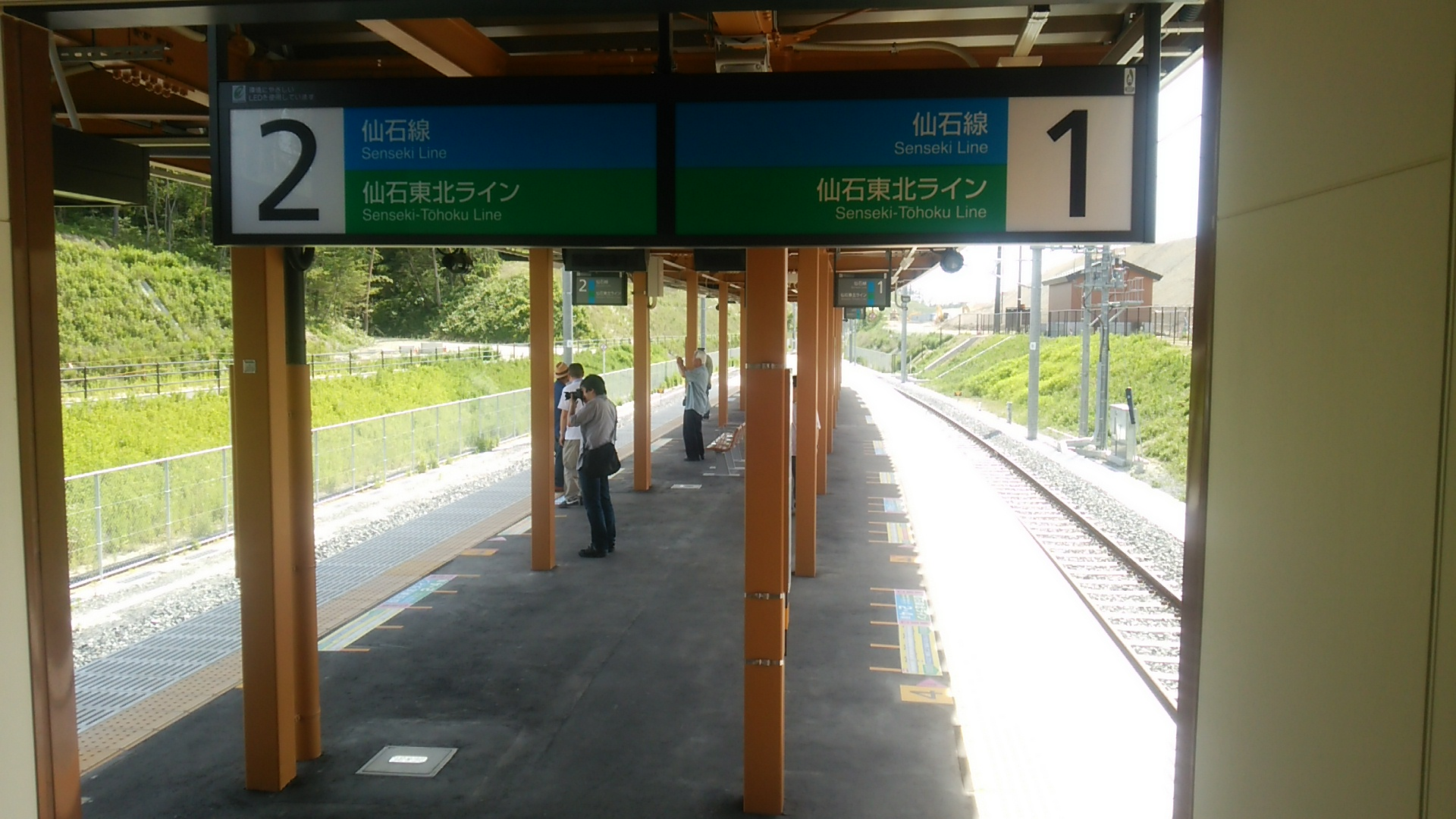
月台
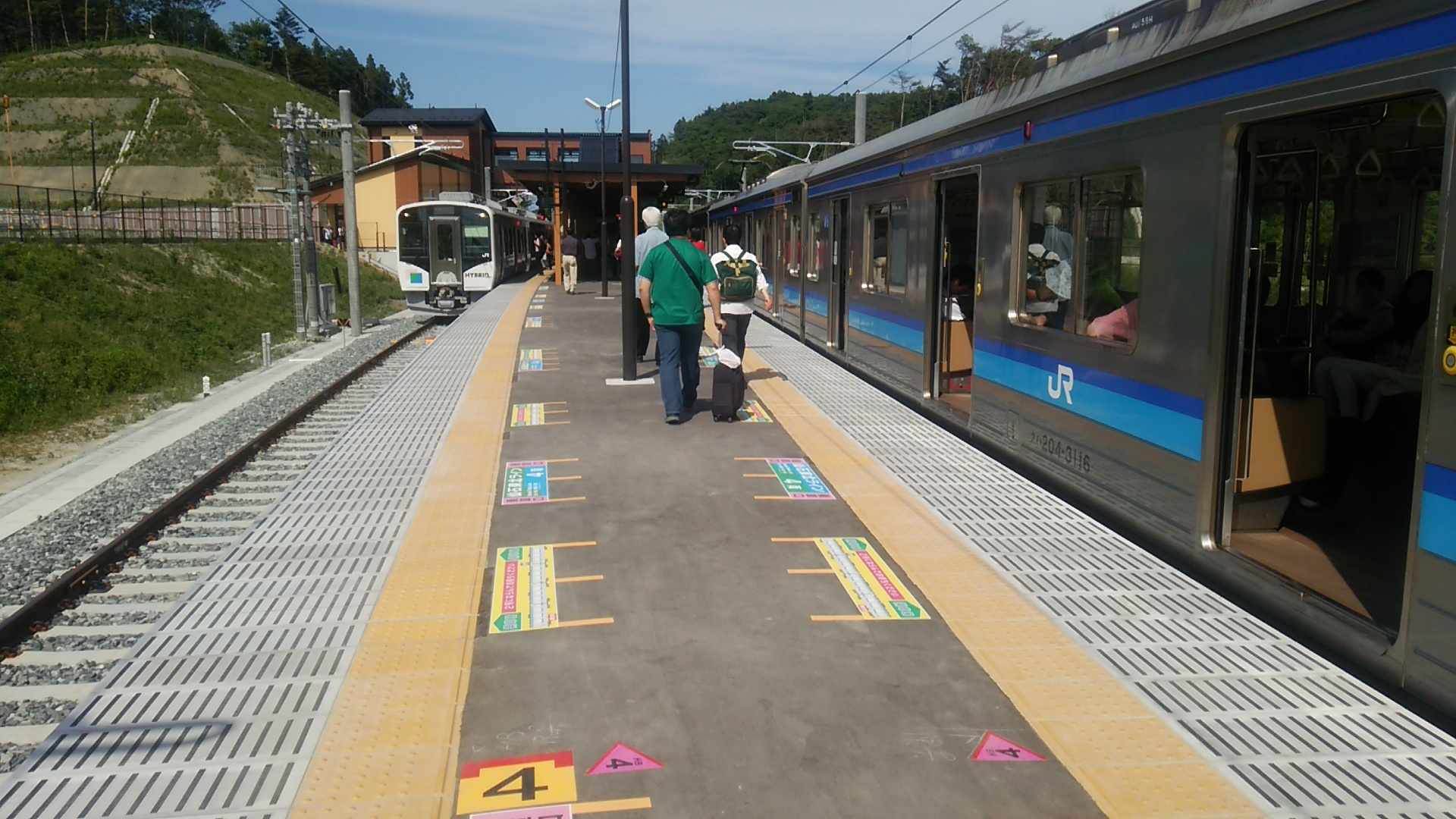
月台 左（1号月台）为开往仙台的快速列車、右（2号月台）是开往石卷的普通列車
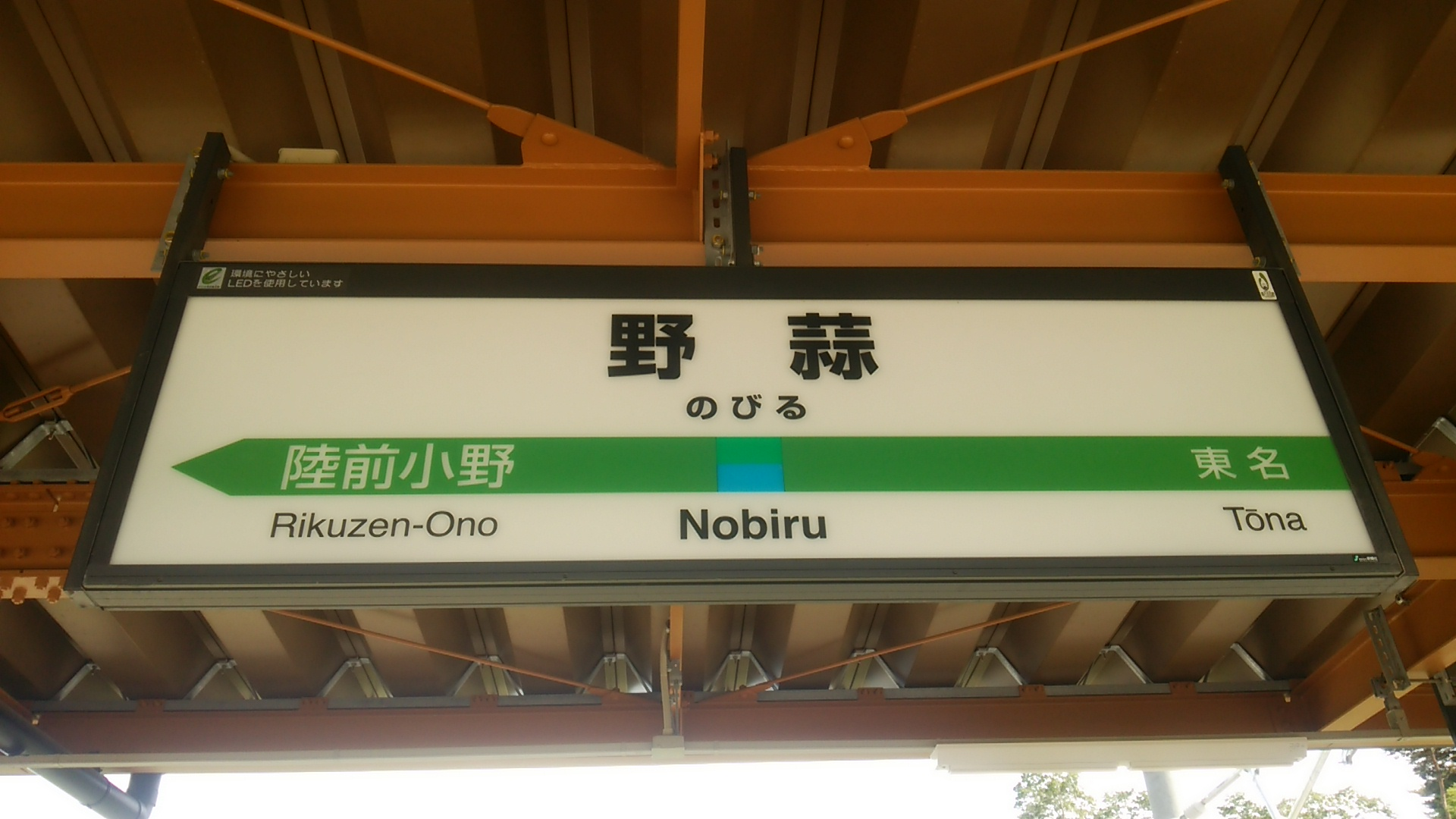
站牌（1号月台側）

### 地震前的旧站舍
岛式月台1面2线，月台与站内平交道连结。
站舍内设有奥松岛观光情报中心（日语：奥松島観光情報センター）。
2016年10月1日，旧站舍作为震灾复兴传承馆（震災復興伝承館）重新开业。1楼为交流大厅，2楼为橱窗展示和震灾相关主题放映厅。

## 使用情況
| 乘車人數推算 | 乘車人數推算 |
| 年度         | 一日平均人數 |
| ------------ | ------------ |
| 2000         | 727          |
| 2001         | 718          |
| 2002         | 701          |
| 2003         | 663          |
| 2004         | 627          |
| 2005         | 617          |
| 2006         | 579          |
| 2007         | 571          |
| 2008         | 527          |
| 2009         | 493          |
| 2010         | 478          |
| 2011         | ---          |
| 2012         | 27           |
| 2013         | 23           |
| 2014         | 23           |
| 2015         | 77           |
| 2016         | 96           |
| 2017         | 147          |
| 2018         | 197          |

## 相鄰車站
東日本旅客鐵道
■仙石線（包括■■仙石東北線）
□特別快速
通過
■快速（紅快速）、■快速（綠快速）
高城町－野蒜－陸前小野
■普通
東名－野蒜－陸前小野

## 外部連結
- JR東日本野蒜站官方網頁 （页面存档备份，存于） （日語）